# John Bowring
John Bowring (Exeter, 17 ottobre 1792 – Claremont, 23 novembre 1872) è stato un politico, diplomatico, scrittore e linguista britannico.

## Biografia
Nato in una famiglia di tradizioni puritane, fu educato in scuole gestite da dissidenti. Divenne amico di Jeremy Bentham ma non ne condivise l'avversione per le belle lettere, anzi fin da giovane fu un grande appassionato della letteratura e delle lingue straniere, in particolare di quelle dell'Europa dell'Est.
Nel corso della sua vita studiò moltissime lingue ed è considerato uno dei maggiori poliglotti del XIX secolo. A suo dire studiò circa 200 lingue e ne parlava 100.
Nel 1825 diventò editore della Westminster Review, sulla quale scrisse articoli di economia politica in favore del libero scambio che gli diedero grande notorietà. Nel 1828 visitò i Paesi Bassi e l'anno successivo ricevette una laurea in legge dall'Università di Groninga. Nel 1830 fece un viaggio in Danimarca per preparare la pubblicazione di una raccolta di poesie scandinave. Entrato in politica, nel 1835 fu eletto al Parlamento. Fu membro della Camera dei Comuni dal 1835 al 1837 e dal 1841 al 1849.
Nel 1840 partecipò alla World Anti-Slavery Convention, un'assemblea per l'abolizione della schiavitù che si riunì per la prima volta all'Exeter Hall di Londra, dal 12 al 23 giugno 1840. Fu organizzata dalla British and Foreign Anti-Slavery Society, in gran parte su iniziativa del quacchero inglese Joseph Sturge. L'esclusione delle donne dalla convenzione diede un grande impulso al movimento per il suffragio femminile negli Stati Uniti.
Nel 1846 diventò presidente della Mazzinian People International League, una società formata per sostenere l'azione di Giuseppe Mazzini per raggiungere l'Unità d'Italia.

### Governatore di Hong Kong
Nel 1849 Bowring fu nominato Console britannico a Canton e sovrintendente ai rapporti commerciali tra il Regno Unito e la Cina, incarico che tenne per quattro anni. Tornato in Inghilterra pubblicò il libro The Decimal System in Numbers, Coins and Account. Si deve principalmente a lui l'introduzione del florin come passo preparativo verso l'adozione del sistema metrico decimale in Inghilterra.
Il 13 aprile 1854 Bowring fu nominato governatore della colonia britannica di Hong Kong, mantenendo la carica per cinque anni, fino al maggio del 1859. Durante il suo governo il malcontento dei cinesi per l'amministrazione britannica sfociò nella seconda guerra dell'oppio (1856-1860). Bowring fece alcune concessioni ai cittadini cinesi di Hong Kong, tra cui la possibilità di far parte di una giuria nei processi e di diventare avvocati riconosciuti dal governo britannico. Gli è attribuita la costruzione del primo sistema di distribuzione dell'acqua potabile a Hong Kong e il primo piano regolatore edilizio (Hong Kong Building Ordinance).
Nel periodo in cui fu governatore di Hong Kong, nel 1855 fu inviato in Siam, l'odierna Thailandia, dove in nome del Regno Unito di Gran Bretagna e Irlanda sottoscrisse con le autorità locali un accordo che prese il suo nome, il trattato Bowring, con il quale il Siam dava accesso alle compagnie straniere e limitava la tassazione per quelle britanniche. Concedeva inoltre l'istituzione di un consolato britannico a Bangkok, garantiva diritti di extraterritorialità ai cittadini britannici, ai quali permetteva anche di possedere terreni..
Al suo ritorno in Inghilterra nel 1861 fu inviato in Italia a capo di una commissione incaricata di esaminare le relazioni commerciali col neo-costituito Regno d'Italia. In seguito il governo delle Hawaii lo nominò ministro plenipotenziario per i rapporti con i paesi europei. Come tale concluse trattati con il Belgio, i Paesi Bassi, l'Italia, la Spagna e la Svizzera.
Fu membro della Royal Society e della Royal Geographical Society.

## Opere letterarie
- Specimens of the Russian Poets (1821–1823)
- Peter Schlemihl, a German Story (Traduzione, 1824)
- Batavian Anthology (1824)
- Ancient Poetry and Romances of Spain (1824)
- Hymns (1825), raccolta di inni sacri comprendente In the cross of Christ I Glory, e Watchman, Tell Us Of The Night, tuttora in uso in molte chiese.
- Specimens of the Polish Poets (1827)
- Serbian Popular Poetry (1827)
- Poetry of the Magyars (1830)
- Cheskian Anthology (1832)
- Bentham's Deontology (editore, 1834)
- Minor Morals (1834)
- Manuscript of the Queen's Court (1843)
- The Decimal System in Numbers, Coins and Accounts (1854)
- The Kingdom and People of Siam (1857)
- A visit to the Philippine Islands (1859)
- Translations from Hungarian poet Alexander Petofi (1866)